# メゾンラフィット競馬場
メゾンラフィット競馬場（メゾンラフィットけいばじょう、Hippodrome de Maisons-Laffitte）は、フランス、イル＝ド＝フランス地域圏、イヴリーヌ県のメゾン＝ラフィットにあったサラブレッド平地競馬の競馬場。ヨーロッパ最長の直線コースを備え、直線競走も多く開催していた。

## 概要
1878年にジャック・ラフィットの遺産であったセーヌ川沿いの92ヘクタールの土地に、ムーラン・ルージュの創設やパリミュチュエル方式の発明などで知られるJoseph Ollerが建設した競馬場である。同地は18世紀末には草競馬が行われていた土地でもあった。後の1897年にスポーツ奨励協会が借り受けて競馬を開催、1995年に同協会がフランスギャロに統合され、以後は同組織の下で運営されている。
競馬場のすぐ近くにはトレーニングセンターが併設されており、競馬場よりも大きな区画内に621馬房を構えている。
1994年まではクロスカントリー競走も行われていた。
2018年11月28日、フランスギャロは2019年をもって競馬開催を終了し、調教施設としてリニューアルすると発表した。

## 競馬再開への動き
2021年10月6日、メゾンラフィット競馬場再開へ向けて、フランスギャロと緊密に連携してきたメゾン-ラフィット市議会は競馬場購入のための入札を開始することを圧倒的多数で可決した。

## コース
コースは芝馬場のみで、一般的な楕円形のトラックコースを中心に、スタンドから見てやや右手に襷コースが付き、さらに正面・向こう正面の両端が左右に長く伸びた構造をしている。向こう正面はセーヌ川に面しており、そのため川の湾曲に従って内側に曲がっており、それぞれの両端で正面の直線と接合している。
右回り・左回りの両方で競馬を行える構造になっており、また施行可能な距離も800メートルから3200メートルまでと非常に幅広い。特に正面の直線は幅45メートル・長さ2300メートルとヨーロッパ随一の長さを誇り、直線2000メートルの競走も開催されていた。

### 主な競走
メゾンラフィットでの競馬開催は主に3月から11月までに行われていた。以下はメゾンラフィット競馬場で開催されていた主な重賞競走。
- ウジェーヌアダム賞（Prix Eugène Adam G2、芝直線2000m、7月、3歳）
- ロベールパパン賞（Prix Robert Papin G2、芝直線1100m、7月、2歳牡牝）
- メシドール賞（Prix Messidor G3、芝直線1600m、7月、3歳上）
- ラ・クープ・ド・メゾンラフィット（La Coupe de Maisons-Laffitt G3、芝直線2000m、9月、3歳上）
- エクリプス賞（Prix G3、芝直線1200m、10月、2歳）
- セーネワーズ賞（Prix de Seine-et-Oise G3、芝直線1200m、11月、3歳上）
- クリテリウム・ド・メゾンラフィット（Critérium de Maisons-Laffitte G2、芝直線1200m、11月、2歳）
- ミエスク賞（Prix Miesque G3、芝直線1400m、11月、2歳）